# Питър Лоримър
Питър Лоримър (на английски: Peter Lorimer) е бивш шотландски футболист, роден на 14 декември 1946 г. в Дънди. Играе на поста дясно крило. Част е от славния и страховит тим на АФК Лийдс Юнайтед от 60-те и 70-те години на 20 век. Дебютира в отбора едва на петнадесет години, с което поставя клубен рекорд.
Дебютът му е през септември 1962 г., а първият си професионален договор подписва през месец май същата година. Той всъщност има договорка да подпише с Манчестър Юнайтед, за което родителите му получават подкуп в размер на 5000 паунда, но след като подписва с Лийдс, парите са върнати. Следващият мач за първия отбор на Лийдс Лоримър изиграва чак през 1964 г., като това отново е единичен случай. През 1966 г. той успява да се наложи като титуляр, изигравайки 34 мача за първенство, в които отбелязва 19 гола - най-много в сравнение с останалите играчи на отбора. Това му осигурява място в отбора с фланелката с номер 7 за следващите над 10 години. Лоримър често отбелязва красиви голове с топовни изстрели (веднъж при изпълнена от него дузпа топката достига скорост от 172 км/ч), което му печели много прякори, най-често срещаните от които са ХотШот и Светкавичните бутонки. Напуска Лийдс през 1979 г., когато вече е изгубил титулярното си място и играе извество време в Канада. През 1983 г. отново е в Лийдс и поставя рекорд за най-много голове за отбора във всички турнири – 238 в 676 срещи.
С националния отбор на Шотландия Лоримър играе на Световното първенство по футбол в Германия през 1974 г. и отбелязва гол в груповата фаза срещу Заир.

## Успехи
Лийдс Юнайтед
- Първа английска дивизия
  - Шампион: 1969, 1974
  - Вицешампион: 1965, 1966, 1970, 1971, 1972
- Втора английска дивизия
  - Шампион: 1964
- ФА Къп
  - Носител: 1972
  - Финалист: 1965, 1970, 1973
  - Полуфиналист: 1967, 1968, 1977
- Купа на лигата
  - Носител: 1968
  - Полуфиналист: 1978, 1979
- Чарити Шийлд
  - Носител: 1969
  - Финалист: 1974
- Купа на европейските шампиони
  - Финалист: 1975
  - Полуфиналист: 1970
- Купа на носителите на купи
  - Финалист: 1973
- Купа на панаирните градове/Купа на УЕФА
  - Носител: 1968, 1971
  - Финалист: 1967
  - Полуфиналист: 1966
- Суперфинал за определяне на вечния носител на Купата на панаирните градове
  - Финалист: 1971